# ペルオキシレドキシン
ペルオキシレドキシン（peroxiredoxin）は、グルタチオン代謝酵素の一つで、次の化学反応を触媒する酸化還元酵素である。
{\displaystyle {\ce {{2R'}{-SH}+ ROOH <=> R'-S-S-R' + {H2O}+ ROH}}}
反応式の通り、この酵素の基質はR'-SHとROOHとH+、生成物はR'-S-S-R'とH2OとROHである。
組織名はthiol-containing-reductant:hydroperoxide oxidoreductaseで、別名にthioredoxin peroxidase、tryparedoxin peroxidase、alkyl hydroperoxide reductase C22、AhpC、TrxPx、TXNPx、Prx、PRDXがある。